# Přepravní doklad
Přepravní doklad je dokument, který je používán v dopravě při přepravě nákladu. Jde se zásilkou od místa odeslání až do místa doručení. Některé jeho části zůstávají také odesílateli. Informuje o povaze a charakteristice zboží. Jeho potvrzením vzniká přepravní smlouva mezi přepravcem (většinou odesílatel) a dopravcem.

## Obsah přepravního dokladu
- odesílatel, příjemce, dopravce
- adresa odeslání a doručení
- informace o zboží (typ, obal, kusy, váha, hmotnost, objem, ADR, RID atd.)
- cena přepravy
- dopravní prostředek
- razítka a podpisy

## Druhy přepravních dokladů
- Nákladní list – tuzemská silniční a železniční doprava
- Nákladní list CMR (Consignment note CMR) – mezinárodní silniční doprava
- Nákladní list CIM (Consignment note CIM) – mezinárodní železniční doprava (mezivládní úmluva COTIF, organizace OTIF)
- Nákladní list (Air way bill, AWB) – letecká doprava
- Náložný list neboli konosament (Bill of lading, BOL) – námořní doprava